# LDAP
LDAP (англ. Lightweight Directory Access Protocol — «легковесный протокол доступа к каталогам») — протокол прикладного уровня для доступа к службе каталогов X.500, разработанный IETF как облегчённый вариант разработанного ITU-T протокола DAP. LDAP — относительно простой протокол, использующий TCP/IP и позволяющий производить операции аутентификации (bind), поиска (search) и сравнения (compare), а также операции добавления, изменения или удаления записей. Обычно LDAP-сервер принимает входящие соединения на порт 389 по протоколам TCP или UDP. Для LDAP-сеансов, инкапсулированных в SSL, обычно используется порт 636.

## Описание
Всякая запись в каталоге LDAP состоит из одного или нескольких атрибутов и обладает уникальным именем (DN — англ. Distinguished Name). Уникальное имя может выглядеть, например, следующим образом: «cn=Иван Петров,ou=Сотрудники,dc=example,dc=com».
Уникальное имя состоит из одного или нескольких относительных уникальных имён (RDN — англ. Relative Distinguished Name), разделённых запятой. Относительное уникальное имя имеет вид ИмяАтрибута=значение. На одном уровне каталога не может существовать двух записей с одинаковыми относительными уникальными именами. В силу такой структуры уникального имени записи в каталоге LDAP можно легко представить в виде дерева.
Запись может состоять только из тех атрибутов, которые определены в описании класса записи (object class), которые, в свою очередь, объединены в схемы (schema). В схеме определено, какие атрибуты являются для данного класса обязательными, а какие — необязательными. Также схема определяет тип и правила сравнения атрибутов. Каждый атрибут записи может хранить несколько значений.

## Стандарты
Протокол LDAP определён в следующих RFC:
- RFC 4510 — Lightweight Directory Access Protocol (LDAP): Technical Specification Roadmap (заменяет RFC 3377)
- RFC 4511 — Lightweight Directory Access Protocol (LDAP): The Protocol
- RFC 4512 — Lightweight Directory Access Protocol (LDAP): Directory Information Models
- RFC 4513 — Lightweight Directory Access Protocol (LDAP): Authentication Methods and Security Mechanisms
- RFC 4514 — Lightweight Directory Access Protocol (LDAP): String Representation of Distinguished Names
- RFC 4515 — Lightweight Directory Access Protocol (LDAP): String Representation of Search Filters
- RFC 4516 — Lightweight Directory Access Protocol (LDAP): Uniform Resource Locator
- RFC 4517 — Lightweight Directory Access Protocol (LDAP): Syntaxes and Matching Rules
- RFC 4518 — Lightweight Directory Access Protocol (LDAP): Internationalized String Preparation
- RFC 4519 — Lightweight Directory Access Protocol (LDAP): Schema for User Applications
- RFC 4520 (aka BCP 64) — Internet Assigned Numbers Authority (IANA) Considerations for the Lightweight Directory Access Protocol (LDAP) (заменяет RFC 3383)
- RFC 4521 (aka BCP 118) — Considerations for Lightweight Directory Access Protocol (LDAP): Extension

Кроме протокола, есть верхнеуровневые международные стандарты, описывающие все, что связано с моделью интеграции систем и каталогом (Directory), доступ к которому реализуется с помощью LDAP и DAP:
- Recommendation ITU-T X.200 (1994) | ISO/IEC 7498-1:1994, Information technology — Open Systems Interconnection — Basic Reference Model: The basic model.
- Recommendation ITU-T X.500 (2019) | ISO/IEC 9594-1:2020, Information technology — Open Systems Interconnection — The Directory: Overview of concepts, models and services.
- Recommendation ITU-T X.501 (2019) | ISO/IEC 9594-2:2020, Information technology — Open Systems Interconnection — The Directory: Models.
- Recommendation ITU-T X.509 (2019) | ISO/IEC 9594-8:2020, Information technology — Open Systems Interconnection — The Directory: Public-key and attribute certificate frameworks.
- Recommendation ITU-T X.511 (2019) | ISO/IEC 9594-3:2020, Information technology — Open Systems Interconnection — The Directory: Abstract service definition.
- Recommendation ITU-T X.518 (2019) | ISO/IEC 9594-4:2020, Information technology — Open Systems Interconnection — The Directory: Procedures for distributed operation.
- Recommendation ITU-T X.519 (2019) | ISO/IEC 9594-5:2020, Information technology — Open Systems Interconnection — The Directory: Protocol specifications.
- Recommendation ITU-T X.520 (2019) | ISO/IEC 9594-6:2020, Information technology — Open Systems Interconnection — The Directory: Selected attribute types.
- Recommendation ITU-T X.521 (2019) | ISO/IEC 9594-7:2020, Information technology — Open Systems Interconnection — The Directory: Selected object classes.
- Recommendation ITU-T X.525 (2019) | ISO/IEC 9594-9:2020, Information technology — Open Systems Interconnection — The Directory: Replication.

## Функциональное описание протокола
В протоколе LDAP определены следующие операции для работы с Каталогом:
- Операции подключения/отключения
  - Подключение (bind) — позволяет ассоциировать клиента с определённым объектом Каталога (фактическим или виртуальным) для осуществления контроля доступа для всех прочих операций чтения/записи. Для того, чтобы работать с Каталогом, клиент обязан пройти аутентификацию как объект, отличительное имя (Distinguished Name) которого находится в пространстве имён, описываемом Каталогом. В запросе операции bind клиент может не указывать отличительное имя, в таком случае будет осуществлено подключение под специальным псевдонимом anonymous (обычно это что-то наподобие гостевой учётной записи с минимальными правами)
  - Отключение (unbind) — позволяет клиенту в рамках сеанса соединения с LDAP-сервером переключиться на аутентификацию с новым отличительным именем. Команда unbind возможна только после аутентификации на сервере с использованием bind, в противном случае вызов unbind возвращает ошибку
- Поиск (search) — чтение данных из Каталога. Операция сложная, на вход принимает множество параметров, среди которых основными являются:
  - База поиска (baseDN) — ветка DIT, от которой начинается поиск данных
  - Глубина поиска (scope) — может иметь значения (в порядке увеличения охватываемой области): base, one, sub
    - base — поиск непосредственно в узле — базе поиска
    - one — поиск по всем узлам, являющимся прямыми потомками базового в иерархии, то есть лежащим на один уровень ниже него
    - sub — поиск по всей области, нижележащей относительно базы поиска (baseDN)

  - Фильтр поиска (searchFilter) — это выражение, определяющее критерии отбора объектов каталога, попадающих в область поиска, задаваемую параметром scope. Выражение фильтра поиска записывается в польской (префиксной) нотации, состоящей из логических (булевых) операторов и операндов, в свою очередь являющихся внутренними операторами сопоставления значений атрибутов LDAP (в левой части) с выражениями (в правой части) с использованием знака равенства.

Логические операторы представлены стандартным «набором»: & (логическое «И»), | (логическое «ИЛИ») и ! (логическое «НЕ»).
Пример фильтра поиска[где?]:
(&(!(entryDN:dnSubtreeMatch:=dc=Piter,dc=Russia,ou=People,dc=example,dc=com))(objectClass=sambaSamAccount)
(|(sn=Lazar*)(uid=Nakhims*)))
- Операции модификации — позволяют изменять данные в Каталоге, при этом в понятие модификации входит как добавление, удаление и перемещение записей целиком, так и редактирование записей на уровне их атрибутов. Подтипы модификации:
  - Добавление (add) — добавление новой записи
  - Удаление (delete) — удаление записи
  - Модификация RDN (modrdn) — перемещение/копирование записи
  - Модификация записи (modify) — позволяет редактировать запись на уровне её атрибутов,
    - добавляя новый атрибут или новое значение многозначного атрибута (add)
    - удаляя атрибут со всеми его значениями (delete)
    - заменяя одно значение атрибута на другое (replace)
    - а также увеличивая (уменьшая) значение атрибута в рамках атомарной операции (increment)
- Операция сравнения (compare) — позволяет для определённого отличительного имени сравнить выбранный атрибут с заданным значением

### Операция запроса возможностей
В стандарте LDAP определена специальная операция, позволяющая клиентам получать информацию о поддерживаемых сервером версиях протокола и возможностях LDAP-сервера. Эта команда является надстройкой (расширением) для операции search и выполняется при следующем сочетании параметров последней:
- BIND анонимный
- База поиска baseDN указана как "" (пустая строка)
- Глубина поиска scope указана как base
- Фильтр поиска: (objectClass=*)
- Перечень запрашиваемых атрибутов: либо явное перечисление, либо «+» (ВНИМАНИЕ! «*» не покажет значения служебных атрибутов, содержащих всю полезную информацию)

Например, при использовании LDAP-клиента из поставки OpenLDAP команда запроса возможностей может выглядеть как:
ldapsearch -x -H ldap://host:port -LLL -b "" -s base '(objectClass=*)' supportedControls supportedCapabilities

### Операция запроса схемы
Для запроса информации о действующей схеме LDAP-каталога прежде необходимо выполнить Операцию запроса возможностей, получив значение атрибута subschemaSubentry.
ldapsearch -x -H ldap://host:port -LLL -s base -b "" '(objectClass=*)'  subschemaSubentry
Полученное значение используется в качестве Отличительного имени базы поиска (baseDN) в Операции запроса схемы, которую можно описать так:
- BIND анонимный, либо полный. Большинство серверов каталогов поддерживают запрос схемы без предварительного BIND, но, есть исключения (например, Active Directory);
- База поиска baseDN равна значению атрибута subschemaSubentry, возвращаемого Операцией запроса возможностей;
- Глубина поиска scope указана как base;
- Фильтр поиска: (objectClass=*);
- Перечень запрашиваемых атрибутов: явное перечисление атрибутов (attributeTypes, objectClasses) возможно для всех серверов каталогов, в случае OpenLDAP и некоторых других (OpenDS,ApacheDS и т. д.) возможно указание «+»;

Например, при использовании LDAP-клиента из поставки OpenLDAP Операция запроса схемы может выглядеть так:
ldapsearch -x -H ldap://host:port -LLL -s base -b "cn=Subschema" '(objectClass=*)' ldapSyntaxes matchingRules

## Реализации

### Серверная часть
LDAP является широко используемым стандартом доступа к службам каталогов. Из свободно распространяемых открытых реализаций наиболее известен сервер OpenLDAP, из проприетарных — поддержка протокола имеется в Active Directory — службе каталогов от компании Microsoft, предназначенной для централизации управления сетями Windows. Сервер IBM Lotus Domino в своём составе также имеет службу LDAP. Свои реализации служб каталогов, поддерживающие LDAP как протокол доступа, предлагают и другие крупные компании, например, Novell и Sun — OpenDS и, впоследствии, OpenDJ.
Перечень наиболее известных на сегодняшний день LDAP-серверов:
1. OpenLDAP
2. ForgeRock OpenDJ
3. Novell eDirectory
4. Apple Open Directory (форк проекта OpenLDAP)
5. Microsoft Active Directory
6. Samba4 LDAP (OpenSource-реализация MS AD)
7. RedHat Directory Server
8. 389 Directory Server (по сути тестовая версия предыдущего)
9. Oracle Directory Server
10. Apache Directory Server
11. IBM Tivoli Directory Server
12. IBM Domino LDAP
13. CommuniGate LDAP

### Клиентская часть
В качестве клиентов LDAP выступают как адресные книги почтовых клиентов, так и back-end’ы различных сетевых служб (серверы DNS, SMTP, Samba, UTS и т. д.).

### Ресурсы
- LDAP: архитектура, реализации и тенденции
- Understanding LDAP — Design and Implementation — redbook от IBM

### Серверы
- Домашняя страница проекта OpenLDAP
- Apple Open Directory — сервер каталогов и API-framework в Mac OS X Server
- OpenDS — открытый проект, создан на базе кода Sun Enterprise Java System Directory Server
- 389 Directory Server — бывший Fedora Project Directory Server, проект с открытым исходным кодом, на основе которого создаётся коммерческий продукт — RedHat Directory Server
- The Apache Directory Project — сервер каталогов, создаваемый фондом Apache
- Windows Server 2003 Active Directory — официальный сайт Active Directory
- IBM Lotus Domino — Google поиск по LDAP в Lotus Domino
- Mandriva Directory Server

### Клиенты
- Apache Directory Studio — кроссплатформенная opensource (APL2) программа для администрирования LDAP каталога на базе Eclipse (Java);
- LdapAdmin — Открытая (GPL) программа под Windows, для управления LDAP данными;
- JXplorer — OpenSource утилита для администрирования каталога LDAP на языке Java;
- PHP LDAP admin — развитый клиент LDAP с веб-интерфейсом;
- ldapsearch — открытая консольная утилита для ОС Linux (Статья с описанием ldapsearch на сайте OpenNet.ru).

### Программные интерфейсы (API)
- Perl-LDAP — объектно-ориентированный модуль Perl для работы с LDAP
- python-ldap и ldaptor — модули для работы с LDAP для Python
- Java LDAP — Java-библиотека для работы с LDAP
- PHP LDAP — PHP функции для работы по протоколу LDAP
- Crystal LDAP — LDAP клиент для языка Crystal